# Selenops vigilans
Selenops vigilans är en spindelart som beskrevs av Pocock 1898. Selenops vigilans ingår i släktet Selenops och familjen Selenopidae. Inga underarter finns listade i Catalogue of Life.